# Abakar Sabone
Abakar Sabone (également orthographié Saboune ou Sabon), né le 1er janvier 1966 à Carnot en République centrafricaine, est un chef de guerre et homme politique centrafricain. Il est le chef du groupe rebelle du Mouvement des libérateurs centrafricains pour la justice, lors de la première guerre civile,. Il exerce également des fonctions de ministre dans plusieurs gouvernements centrafricains.

## Biographie
Né le 1er janvier 1966 à Carnot d'un père tchadien et d'une mère centrafricaine, il devient capitaine dans l'Armée centrafricaine. Sabone travaille pour François Bozizé de 2002 à 2003, dans le but d'évincer Ange-Félix Patassé. Il est le principal artisan de la prise de contrôle par les rebelles de la ville de Bangui, le 15 mars 2003. Après que Bozizé a réussi à renverser Patassé, Sabone est nommé représentant spécial du ministère de la Défense, en janvier 2004. 
En tant que représentant spécial du ministère de la Défense, Bozizé demande à Sabone de se rendre en France, afin de chercher un médiateur pour régler le conflit. Arrivé en France, il découvre la tentative de Bozizé pour l'assassiner, et l'ordre donné à sa garde présidentielle de le tuer. Il réussit à échapper à la tentative d'assassinat. À la suite de cet incident, il décide de mener la résistance contre Bozizé, en fondant le Mouvement des libérateurs centrafricains pour la justice, ou MLCJ. 
En 2006, trois groupes d'opposition à Bozizé forment une coalition armée, l'Union des forces démocratiques pour le rassemblement (UFDR), dont Sabone est nommé porte-parole. Il demande aux musulmans contrôlant la faction d'avoir plus de pouvoir au sein du futur gouvernement, après le renversement de Bozizé, et d'établir un gouvernement inclusif auquel toutes les factions pourraient se joindre. Sabone appelle aussi à la nomination d'un musulman au poste de Premier ministre.
Le 25 novembre 2006, avec Michel Djotodia, Sabone est arrêté à Cotonou au Bénin. Ils sont libérés en février 2008. Par la suite, Sabone devient le conseiller de Bozizé pour le désarmement, la démobilisation et la réintégration (DDR) le 13 janvier 2011. En mai 2011, il démissionne de son poste de chef du MLCJ et de celui de conseiller de Bozizé, afin de prendre sa retraite. Il nomme le chef de cabinet du MLCJ, Abator Tidjani, à la tête du MLCJ. Cependant, la nomination de Tidjani est contestée en interne, Sabone renonce donc à sa retraite et se réengage dans le MLCJ, dont il redevient le chef en octobre 2011, en remplacement d'Abator Tidjani.
Le 3 février 2013, Bozizé nomme Sabone ministre du Tourisme et de l'Artisanat. Trois mois plus tard, il fonde un parti politique, le Parti de nouvelle génération (PNG). Le 23 juillet 2014, il signe un accord de cessez-le-feu au nom du MLCJ. Cependant, il refuse d'accepter les propositions du Forum de Bangui pour la paix en mai 2015. Au lieu de cela, il reprend les combats contre le gouvernement central.
En avril 2014, il accuse la France d'injustice dans son maintien de la paix en Centrafrique, et sa tolérance plus forte envers les milices anti-balaka qu'envers son groupe.
En 2020, Sabone est nommé porte-parole de la Coalition des patriotes pour le changement (CPC), un nouveau mouvement armé qui réunit plusieurs factions et souhaite renverser le président Faustin-Archange Touadéra. En conséquence de cette participation à la CPC, en janvier 2021, la justice centrafricaine lance un « mandat d'arrêt international » à l'encontre de Sabone.
En 2022, après son ralliement au parti présidentiel de Faustin-Archange Touadéra, il reçoit des menaces de mort de la part d'autres ministres du gouvernement, qui l'attaquent sur ses actions rebelles passées. Il finit par abandonner sa citoyenneté centrafricaine, pour celle du Tchad.
Sabone et Mahamat Al-Khatim sont arrêtés le 10 avril 2024 par l'Agence nationale de sécurité de l'État du Tchad. Ils auraient été arrêtés pour avoir émis l'hypothèse que le fait qu'ils ne reçoivent plus de fonds de l'Angola (tel que prévu dans le cadre de la médiation qu'effectue l'Angola dans la crise centrafricaine) soit lié à des détournements de la part d'« officiels tchadiens » (dont Ahmed Kogri),. Sabone et Al-Khatim sont libérés en mars 2025 sans avoir été accusés, ni jugés.